# البئر الأحمر
البئر الأحمر هي مدينة في جنوب تونس بين مدنين (15 كيلومتر إلى الشمال) وتطاوين (30 كيلومتر إلى الجنوب). المدينة محاطة بجبال الظاهر من الغرب والسهل الساحلي من الشرق.
معتمدية بئر الأحمر إحدى معتمديات الجمهورية التونسية، تابعة لولاية تطاوين و يبلغ عدد سكانها 8460 نسمة تقريبا حسب التعداد العام للسكان والسكنى لسنة 2014 الذي قام به المعهد الوطني للإحصاء (تونس).
نمت المدينة في بداياتها بواسطة قوافل الصحراء الذين استقروا حول نبع للمياه لهذا سميت بالبئر الأحمر.